# Anthony Cooper (Fußballspieler)
Anthony „Tony“ Cooper (eigentlich Anthony Routledge, * 7. April 1893 in Derby oder Sheffield; † 12. November 1974 in Chesterfield) war ein englischer Fußballspieler.

## Karriere
Cooper spielte auf lokaler Ebene, bevor er während der Saisonpause im Mai 1919 zum Erstligisten The Wednesday kam. Bezüglich seiner vorangegangenen Vereinsstationen gibt es unterschiedliche Angaben; so soll er für Beighton FC, Birmingham und Hardwick Colliery, Hetherington Colliery, Hartington Colliery oder Chesterfield United und Hardwick Colliery aktiv gewesen sein. Obwohl er in der Reservemannschaft von Wednesday in der Midland League keinen Stammplatz innehatte, debütierte er überraschend am 20. September 1919 in einem Auswärtsspiel gegen Notts County (1:3). Es blieb Coopers einziger Einsatz, als der Klub erstmals in seiner Vereinsgeschichte aus der First Division abstieg.
Ob sich Cooper, wie in mehrere Publikationen behauptet, zur Folgesaison dem FC Barnsley anschloss ist ungesichert, in der Frühphase der Saison 1920/21 trat er zwei Mal für den in der Midland League spielenden Klub Chesterfield Municipal in Erscheinung, dabei war er zum Saisonauftakt in einem Benefizspiel zwischen Vorjahres-Meister und -Vizemeister gegen die Reserve von Sheffield United als Torschütze erfolgreich (Endstand 2:2); im weiteren Saisonverlauf trat er regelmäßig in Chesterfields Reserveteam in Erscheinung. In der Folge war Cooper für Sutton Town und Clay Cross Town aktiv, wobei er bei letzterem Klub vermehrt mit einer Fußverletzung zu kämpfen hatte.